# Distretto di Banka
Banka è un distretto dell'India di 1 608 778 abitanti, che ha come capoluogo Banka.